# Scaphytopius vinculus
Scaphytopius vinculus är en insektsart som beskrevs av Delong 1943. Scaphytopius vinculus ingår i släktet Scaphytopius och familjen dvärgstritar. Inga underarter finns listade i Catalogue of Life.